# Syllepte leucinalis
Syllepte leucinalis là một loài bướm đêm trong họ Crambidae.